# Xã Littleton, Quận Schuyler, Illinois
Xã Littleton (tiếng Anh: Littleton Township) là một xã thuộc quận Schuyler, tiểu bang Illinois, Hoa Kỳ. Năm 2010, dân số của xã này là 336 người.